# ドイツ音楽作家賞
ドイツ音楽作家賞（ドイツおんがくさっかしょう）（ドイツ語: Der deutsche Musikautorenpreis）はドイツの音楽賞で、ドイツ音楽著作権協会（GEMA）により2009年から授与されている。賞の目的は卓越した作曲家と作詞家を顕彰することにある。受賞者のほとんどは、音楽のあらゆるジャンルの作曲家と作詞家からなる専門の選考委員によって選ばれる。
賞は10の部門からなる。賞金はでないが、「新進気鋭」部門の受賞者にだけは1万ユーロが授与される。また部門賞の他に、「生涯功労賞」と「最も成功した作品賞」もある。GEMAの会員は、新進気鋭賞と生涯功労賞に応募することができる。
ドイツ音楽作家賞のトロフィーは、立体のト音記号をかたどったもので、それは球体の上に乗っていてメトロノームの動きをする。人がそれを突くと、前後に揺れ、球体が外周をめぐる。トロフィーをデザインしたのはヴィクトリア・シュミットとマルクス・バウアーである。
2018年の選考では、女性音楽家たちから「女性アーティストの代表がいない」と批判された。その年は21人の候補者のうち女性は一人で、選考委員は全員男性であった。

## 受賞者

### 2009年
授賞式は2009年5月28日、ベルリンのパリ広場 (ベルリン)に面したAxicaで開催された。
- 映画音楽作曲賞: Martin Böttcher
- ポップ/ロック作曲賞: ペーター・フォックス
- ポップ/ロック作詞賞: Judith Holofernes
- 独立作曲賞: Niels Frevert
- ヒップホップ作詞賞: Die Fantastischen Vier
- 音楽劇作曲賞: Detlev Glanert
- 交響曲作曲賞: Manfred Trojahn
- 新進気鋭賞: Annette Humpe
- 最も成功した作品賞: Kai-Uwe Kolkhorst
- 生涯功労賞: Peter Thomas

### 2010年
授賞式は2010年4月22日、ベルリンのパリ広場 (ベルリン)に面したAxicaで開催された。
- ダンス作曲賞: Alex Christensen
- 歌謡曲作詞賞: Joachim Horn-Bernges
- ポップ/ロック作曲賞: David Jost, Dave Roth, Pat Benzner
- ポップ/ロック作詞賞: Jan Delay
- ジャズ作曲賞: Nils Wogram
- 器楽作品作曲賞: レベッカ・サンダース
- 実験音楽作曲賞: Carola Bauckholt
- 最も成功した作品賞: Silbermond
- 新進気鋭賞: ヨハネス・クライドラー
- 生涯功労賞: ミヒャエル・クンツェ

### 2011年
授賞式は2011年4月14日、ベルリンのホテル・リッツカールトンで開催された。
- 器楽作品作曲賞: ヨーク・ヘラー
- オペラ/歌曲作曲賞: アリベルト・ライマン
- 映画/テレビ音楽作曲賞: Ulrich Reuter
- ポップ作曲賞: Annette Humpe, Adel Tawil, Florian Fischer, Sebastian Kirchner (Ich + Ich)
- ロック作曲賞: クラウス・マイネ, ルドルフ・シェンカー, Matthias Jabs (スコーピオンズ)
- 歌曲作詞賞: Reinhard Mey
- 歌謡曲作詞賞 (volkstümliche Musik): Jutta Staudenmayer
- 最も成功した作品賞: Der Graf, Henning Verlage (Unheilig)
- 新進気鋭賞: Alin Coen
- 生涯功労賞: ハンス・ヴェルナー・ヘンツェ

### 2012年
授賞式は2012年5月24日、ベルリンのホテル・リッツカールトンで開催された。
- 映画音楽作曲賞: Ralf Wengenmayr
- 童謡作詞賞: Gerhard Schöne
- ジャズ作曲賞: Tied & Tickled Trio (Markus Acher, Micha Acher, Johannes Enders)
- 実験音楽/ライヴ・エレクトロニック音楽作曲賞: Georg Katzer
- 宗教音楽作曲賞: ディーター・シュネーベル
- ポップ作詞賞: Danny Dziuk
- ロック作曲賞: Cäthe (Catharina Sieland)
- 新進気鋭賞: Sarah Nemtsov
- 最も成功した作品賞: ディーター・ボーレン
- 生涯功労賞: ジェームス・ラスト

### 2013年
授賞式は2013年4月25日、ベルリンのホテル・リッツカールトンで開催された。
- ロック/ポップ作曲賞: Die Toten Hosen
- 映画音楽作曲賞: Annette Focks
- ポップ作詞賞: Stefan Stoppok
- ヒップホップ作詞賞: Deichkind
- 交響曲作曲賞: Jörg Widmann
- 芸術歌曲作曲賞: Rainer Rubbert
- ダンス/エレクトロ作曲賞: Yann Peifer & Manuel Reuter
- 新進気鋭賞: Torsten Goods & Jan Miserre
- 最も成功した作品賞: Die Toten Hosen – Tage wie diese
- 生涯功労賞: クラウス・フーバー

### 2014年
授賞式は2014年5月8日、ベルリンのホテル・リッツカールトンで開催された。
- ジャズ作曲賞: Efrat Alony
- 映画音楽作曲賞: Martin Todsharow
- エレクトロ作曲賞: Robot Koch
- ソロコンチェルト作曲賞: イザベル・ムンドリー
- 方言作詞賞: Kasalla
- 現代合唱曲作曲賞: Charlotte Seither
- ホップ/ロック作詞賞: Bosse
- 新進気鋭賞: Marko Nikodijević
- 最も成功した作品賞: Sportfreunde Stiller – Applaus, Applaus
- 生涯功労賞: ウド・ユルゲンス

### 2015年
授賞式は2015年5月21日、ベルリンのホテル・リッツカールトンで開催された。
- ポップ作曲賞: Tobias Kuhn
- ヒップホップ作曲賞: Farhot
- 音楽劇作曲賞: Helmut Oehring
- 管弦楽作曲賞: アドリアーナ・ヘルツキー
- 視聴覚メディア作曲賞: Fabian Römer
- ポップ/ロック作詞賞: Wolfgang Niedecken
- 歌謡曲作詞賞: Heike Fransecky
- 新進気鋭賞: Sea + Air (Daniel Benjamin, Eleni Zafiriadou)
- 最も成功した作品賞: Mark Forster feat. Sido – Au revoir (Mark Ćwiertnia, Paul Würdig, Ralf Christian Mayer, Daniel Nitt, Philipp Steinke)
- 生涯功労賞: ヘルムート・ラッヘンマン

### 2016年
授賞式は2016年5月12日、ベルリンのホテル・リッツカールトンで開催された。
- ポップ/ロック作曲賞: Sonja Glass
- ジャズ/クロスオーバー作曲賞: Tini Thomsen
- ヒップホップ作曲賞: Marten Laciny (Marteria/Marsimoto)
- アンサンブル音楽作曲賞: エンノ・ポッペ
- 声楽付音楽作曲賞: Samir Odeh-Tamimi
- 視聴覚メディア作曲賞: Florian Tessloff
- シンガーソングライター作詞賞: Sven Regener (Element of Crime)
- 新進気鋭賞 (E部門): Jagoda Szmytka
- 最も成功した作品賞: Sido feat. Andreas Bourani – Astronaut (Andreas Bourani, Paul Neumann, Marek Pompetzki, Cecil Remmler, Simon Müller-Lerch, Paul Würdig)
- 生涯功労賞: Martin Böttcher

### 2017年
授賞式は2017年3月30日、ベルリンのホテル・リッツカールトンで開催された。
- ロック/ポップ作曲賞: Wallis Bird
- ミュージックキャバレー作詞賞: Sebastian Krämer
- ヒップホップ作曲賞: The Krauts (Dirk Berger, David Conen, Vincent von Schlippenbach)
- 歌謡曲作詞賞: Irma Holder
- 交響曲作曲賞: オルガ・ノイヴィルト
- 音楽劇作曲賞: Anno Schreier
- 視聴覚メディア作曲賞: Dürbeck & Dohmen (Jumpel Dürbeck und René Dohmen)
- 最も成功した作品賞: Kerstin Ott – Die immer lacht
- 新進気鋭賞 E部門: Brigitta Muntendorf
- 新進気鋭賞 U部門: Von Wegen Lisbeth (Julian Hölting, Matthias Rohde, Robert Tischer, Doz Zschäbitz, Julian Zschäbitz)
- 生涯功労賞: ソフィア・グバイドゥーリナ

### 2018年
授賞式は2018年3月15日、ベルリンのホテル・リッツカールトンで開催された。
- 視聴覚メディア作曲賞: Enis Rotthoff
- ダンス/エレクトロ作曲賞: Martin Stimming
- 実験声楽作曲賞: David Moss
- ロック/メタル作曲賞: ラムシュタイン (Richard Z. Kruspe, Paul Landers, Till Lindemann, Flake Lorenz, Oliver Riedel, Christoph Schneider)
- ソロコンチェルト作曲賞: ミヒャエル・ペルツェル
- ヒップホップ作詞賞: Prinz Pi (Friedrich Kautz)
- ポップ作詞賞: Balbina Jagielska
- 新進気鋭賞 (U部門): Anna-Marlene Bicking und Lina Maly
- 新進気鋭賞 (E部門): Kathrin A. Denner
- 最も成功した作品賞 2017: Alice Merton und Nicolas Rebscher – No Roots
- 生涯功労賞: クラウス・ドルディンガー

### 2019年
授賞式は2019年3月14日、ベルリンのホテル・リッツカールトンで開催された。
- 視聴覚メディア作曲賞: Ralf Wienrich
- 合唱曲作曲賞: アルヴォ・ペルト
- 電子音楽付アンサンブル作曲賞: Michael Maierhof
- ヒップホップ作曲賞: Crada
- ジャズ/クロスオーバー作曲賞: Martin Tingvall
- 童謡作詞賞: Suli Puschban
- ポップ/ロック作詞賞: Maxim
- 新進気鋭賞 (U部門): エリフ・デミレツァー
- 新進気鋭賞 (E部門): Mark Barden
- 最も成功した作品賞 2018: Namika, die Beatgees (Hannes Büscher, David Vogt, Philip Böllhoff, Sipho Sililo), Sera Finale, Simon Triebel – Je ne parle pas français
- 生涯功労賞: ヴォルフガング・リーム

### 2020–21年
新型コロナウイルス感染症の世界的流行により、2020年3月12日にベルリンのホテル・リッツカールトンで予定された第12回ドイツ音楽作家賞授賞式は急遽中止された。その代わりにニーナ・ゾンネンベルクの司会による授賞式が2021年3月にオンラインで開催され、第12回ドイツ音楽作家賞の受賞者が発表された。シャンソン/リート作詞賞受賞者のシンガーソングライター、ミーネが歌唱を披露した。
- 視聴覚メディア作曲賞: Ulrike Haage
- サウンドアート作曲賞: Johannes S. Sistermanns
- ポップ/ロック作曲賞: Thees Uhlmann
- メタル作曲賞: Miland Petrozza
- 音楽劇作曲賞: Heiner Goebbels
- ヒップホップ作詞賞: Haiyti
- シャンソン/リート作詞賞: Mine
- 新進気鋭賞 (U部門): International Music
- 新進気鋭賞 (E部門): Hannes Seidl
- 最も成功した作品賞 2019 & 2020: Apache 207 – Roller (prod. by Lucry & Suena)
- 生涯功労賞: Bettina Wegner

### 2022年
2021年6月5日まで、2022年ドイツ音楽作家賞の候補者推薦が行われた。約8万人のGEMA会員はオンラインで候補者を推薦した。授賞式は2022年3月24日にベルリンのホテル・リッツカールトンで開催された。
- 視聴覚メディア作曲賞: Dascha Dauenhauer
- ヒップホップ作曲賞: Lucry & Suena (Luis Cruz & Jennifer Allendörfer)
- ジャズ/クロスオーバー作曲賞: Julia Hülsmann
- 室内楽作曲賞: Zeynep Gedizlioğlu
- 音楽劇作曲賞: ハヤ・チェルノヴィン
- ロック/ポップ作詞賞: Grossstadtgeflüster (Jen Bender, Raphael Schalz, Chriz Falk)
- 歌謡曲作詞賞: Michael Holm
- 新進気鋭賞 (U部門): Ami Warning
- 新進気鋭賞 (E部門): Ole Hübner
- 生涯功労賞: ヴィンコ・グロボカール
- 最も成功した作品賞 2021: Kasimir1441, Badmómzjay & Wildbwoys – Ohne Dich (Clemens Reichelt, Jordy Napieray, Daniel Sluga, Markus Gorecki, Marco Tscheschlok, Luca Manuel Montesinos Gargallo)